# Marville
Marville es una población y comuna francesa, en la región de Lorena, departamento de Mosa, en el distrito de Verdún y cantón de Montmédy.
Fue parte del Ducado de Luxemburgo, hasta su anexión a Francia en 1659 por el tratado de los Pirineos.

## Demografía
| 549 | 550 | 494 | 551 | 518 | 532 |
| Para los censos de 1962 a 1999 la población legal corresponde a la población sin duplicidades (Fuente: INSEE [Consultar]) |     |     |     |     |     |